# (48529) von Wrangel
(48529) von Wrangel est un astéroïde de la ceinture principale, et plus spécifiquement du groupe de Hilda.

## Description
(48529) von Wrangel est un astéroïde du groupe de Hilda. Il présente une orbite caractérisée par un demi-grand axe de 3,97 UA, une excentricité de 0,23 et une inclinaison de 2,2° par rapport à l'écliptique.

## Compléments